# Nacht des Orakels
Nacht des Orakel (engl.: Oracle Night) ist ein Roman von Paul Auster aus dem Jahr 2003.

## Handlung
Der Roman besteht aus vier miteinander verwobenen Erzählebenen. Hauptfigur ist erneut ein Schriftsteller: Sidney Orr, der sich nach einem Unfall und längerem Krankenhausaufenthalt kaum noch erinnern kann, wer er eigentlich ist. Orr leidet an Konzentrationsschwächen und Schwindelanfällen. Obwohl mit 34 Jahren noch kein alter Mann, muss er sich orientieren und alles neu lernen, auch sein Handwerk. Seine Frau Grace, unglücklich mit der Situation, kümmert er sich um den Haushalt und Geldverdienen.
John Trause, die Hauptperson der zweiten Geschichte, ist ebenfalls Autor. Nach dem Tod seiner zweiten Frau sieben Jahren zuvor ist es ihm nicht mehr gelungen, eine seiner Arbeiten zu veröffentlichen.
Im dritten Teil überwindet Sidney Orr seine Schreibblockade. Bei einem chinesischen Papierwarenhändler entdeckt er ein dunkelblaues Notizbuch. Plötzlich fliegen ihm die Ideen zu, eine neue Kreativität bricht sich Bahn. Er beginnt die Geschichte des Verlagslektors Nick Bowen, der urplötzlich Frau und Arbeit zurücklässt. Einzig ein Romanmanuskript einer verstorbenen Schriftstellerin mit dem Titel Nacht des Orakels nimmt er mit. Mittellos richtet er sich in einem Bunker ein. Dies bildet die vierte Ebene des Buches.
Mit dem blauen Notizbuch kommt eine geheimnisvolle Stimmung hinzu und mysteriöse Dinge geschehen in Sydney Orrs Leben. Hier verknoten sich die Handlungsstränge. 
Nick Bowen verschwindet und er findet den Schreibwarenladen nicht mehr. Seine Frau Grace hat einen Nervenzusammenbruch und bleibt ohne Erklärung über Nacht fort. John Trauses zwanzigjähriger Sohn Jacob hat Probleme mit Drogendealern. Er fordert Geld und stürzt sich auf seine Beinahe-Stiefmutter Grace, die ihr ungeborenes Kind verliert. Orr ist dem schicksalhaften Treiben ausgeliefert und kennt sich nicht mehr aus. Dennoch findet er den Laden in einem anderen Stadtteil wieder.
Wie immer bei Auster spielen auch hier der Zufall als treibende Kraft und persönliche Bezüge eine entscheidende Rolle. Grace Orr ist seiner Frau Siri Hustvedt nachempfunden, und 1998 wurde sein Sohn Daniel zu fünf Jahren auf Bewährung verurteilt, nachdem er 3000 Dollar aus der Tasche eines toten Dealers gestohlen hatte.

## Ausgaben
- Oracle Night. Henry Holt, New York 2003. ISBN 0-8050-7320-5
  - Übersetzung: Nacht des Orakels. Dt. von Werner Schmitz. Rowohlt, Reinbek 2004. ISBN 3-498-00064-0